# Guillaume Tronchet
Pour les articles homonymes, voir Tronchet.
 (mai 2020).
Si vous disposez d'ouvrages ou d'articles de référence ou si vous connaissez des sites web de qualité traitant du thème abordé ici, merci de compléter l'article en donnant les références utiles à sa vérifiabilité et en les liant à la section « Notes et références ».
Guillaume Tronchet (Villeneuve-sur-Lot, Lot-et-Garonne, 22 octobre 1867 - Nice, 7 février 1959) est un architecte français.

## Biographie
Guillaume Tronchet s'inscrit à l'École des Beaux-Arts de Paris dans l'atelier de Louis-Jules André, devenu en 1890 celui de Victor Laloux. Diplômé en 1891, il reçoit, en 1892, le Deuxième Second Grand Prix de Rome dont le sujet de l'épreuve finale s'intitule Un musée d'artillerie.
Il construit, pour Fernand Halphen, le château Mont-Royal à La Chapelle-en-Serval près de Chantilly (Oise). Après avoir rejeté un projet de style anglo-normand de l'architecte René Sergent, puis un premier projet de style médiéval (dessins, collection Musée d'Orsay), le commanditaire a fixé son choix sur le second projet de Guillaume Tronchet : un château de style Louis XVI célébrant la chasse à l'extérieur et la musique à l'intérieur. Édifié de 1907 à 1911, l'édifice (aujourd'hui transformé en hôtel) est une grande réussite architecturale.
Architecte-en-chef des bâtiments civils et des palais nationaux, Tronchet se voit confier en 1929 par Louis Loucheur, ministre du Travail, le soin d’édifier — en huit mois seulement — le nouveau bâtiment du ministère, place de Fontenoy à Paris (7e). Il fait appel aux matériaux et aux techniques les plus modernes et à des artistes réputés pour la décoration : les frères Martel pour la sculpture et Jacques Grüber pour les vitraux.
Aujourd'hui, une fondation perpétue son souvenir et attribue, dans le cadre de la cérémonie annuelle de l'Académie des beaux-arts se déroulant sous la coupole de l'Institut, un prix destiné à encourager un jeune artiste (le plus souvent architecte).
Il est domicilié au no 10 rue Royale à Paris.

## Principales réalisations
- Palais des Forêts, Chasse, Pêche et Cueillette à l'Exposition universelle de 1900
- Palais de la Navigation de Commerce à l'Exposition universelle de 1900
- Cabaret La Belle Meunière à l'Exposition universelle de 1900
- Villa Lumen au Bois-de-Cise, Ault (Somme) (1905)
- Pavillon Dauphine au Bois de Boulogne, Paris (1905)
- Restaurant du Pré Catelan au Bois de Boulogne, Paris (1906)
- Théâtre Ducourneau, Agen (Lot-et-Garonne) (1908) : l'un des premiers bâtiments construits en ciment armé en France, sous une enveloppe strictement néo-classique. L'utilisation du ciment armé a permis l'aménagement de balcons en porte-à-faux.
- Port aérien de Juvisy, Viry-Châtillon (Essonne) (1908) : sans doute le premier aéroport au monde (Port-Aviation)
- Château Mont-Royal, La Chapelle-en-Serval (Oise) (1907-1911)
- Villa, pergola et jardin du Domaine du Rayol, Rayol-Canadel-sur-Mer (Var) (1910-1914)
- Villas Casablanca et Marrakech, Biarritz (Pyrénées-Atlantiques) (1922), la première ayant appartenu à Paul Poiret puis Jean Patou[3].
- Villa Le Rayolet au Domaine du Rayol, Rayol-Canadel-sur-Mer (Var) (1925)[4]
- Sépulture Viviani, Seine-Port (Seine-et-Marne) (1925)
- Pavillon de la Compagnie Asturienne des Mines à l'Exposition internationale des Arts décoratifs et industriels modernes (1925)
- Poste centrale de Bar-le-Duc (Meuse) (1928)
- Bâtiments du ministère de la Santé (à l'époque ministère du Travail, de l'Hygiène, de l'Assistance et de la Prévoyance sociale), place de Fontenoy, Paris (VIIe) (1929)
- Hôtel des Postes Thiers, Nice, (Alpes-Maritimes) (1931) : bâtiment réalisé en briques, d'où la légende d'un recyclage de plans qui auraient initialement été conçus pour Lille.
- Théâtre Georges Leygues de Villeneuve-sur-Lot (Lot-et-Garonne), en collaboration avec Gaston Rapin (1935)
- Lycée Nicéphore Niepce, Chalon-sur-Saône (Saône-et-Loire)

## Distinctions
- Officier de l'Instruction publique
- Chevalier de l'ordre du Mérite agricole
- Commandeur de la Légion d'honneur (décret du 30 avril 1926). Nommé chevalier en 1900 et promu officier en 1911.